# Ljusbäck
Ljusbäck är en by i Nora socken, Heby kommun.
Vid byn finns två källor med klart vatten, vilka har sitt avlopp genom en bäck, vilken troligen namngett byn. Ljusbäck omtalas i dokument första gången 1185 (Liusabec) då påven Lucius III gav sitt beskydd för jord som tillföll Uppsala ärkebiskopsstol. 1289–1291 byttes ärkebiskopsstolens jord i Ljusbäck och Nordmyra mot Lövsta i Ärlinghundra härad. Markgäldsförteckningen 1312 upptar en skattskyldig i Ljusbäck. Under 1500-talet omfattar byn ett mantal.
På byns ägor har torpen Granberga, Hällnäset, Sjöberget, Jonsbo, Mossbo/Mossberg och Västerbo.